# Palagnedra
Palagnedra (in dialetto ticinese Palagnèdra) è una frazione di 72 abitanti (2019) del comune svizzero di Centovalli, nel Canton Ticino (distretto di Locarno).

## Storia

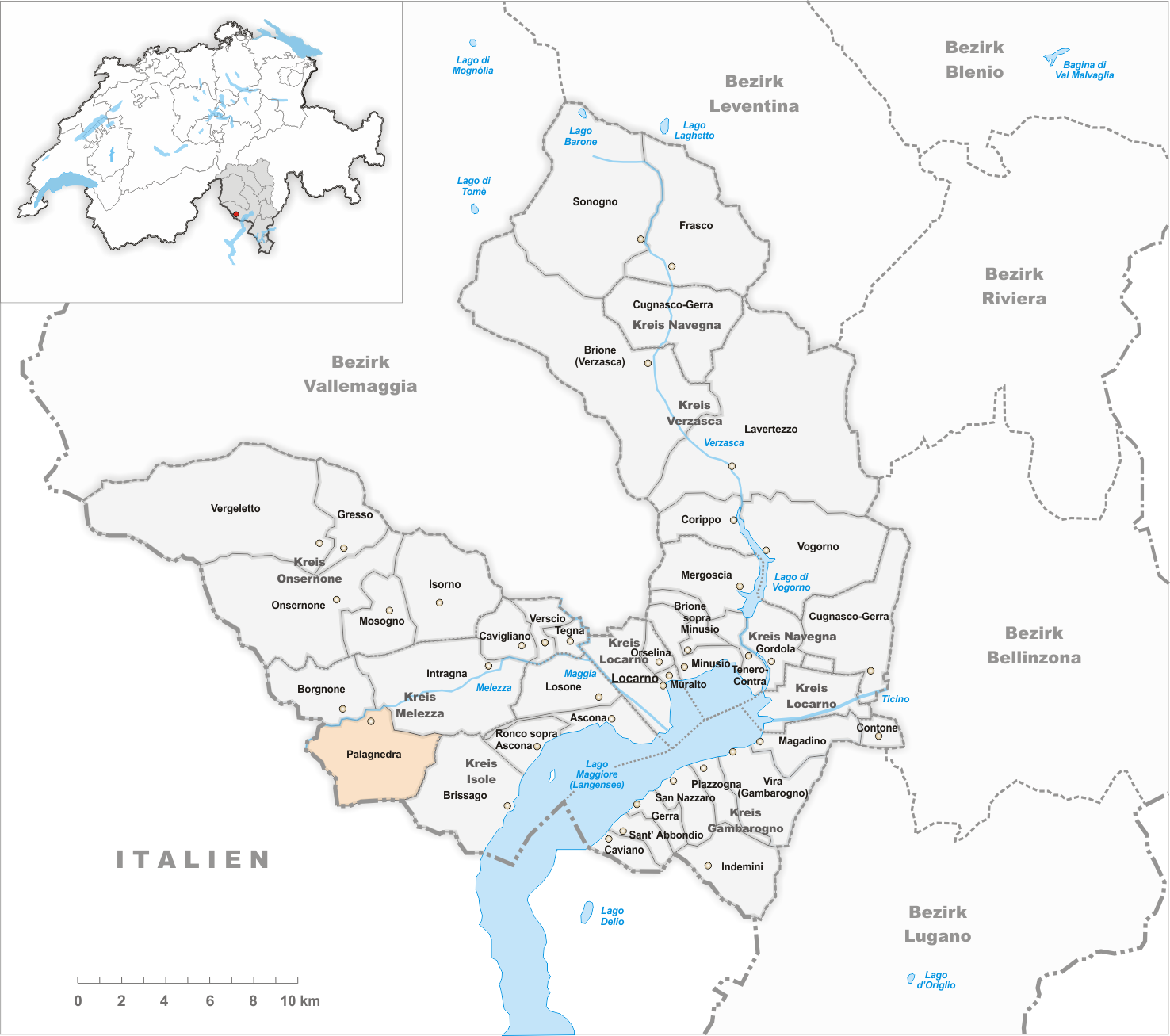
Il territorio del comune di Palagnedra prima degli accorpamenti comunali del 2009

Già comune autonomo istituito nel 1838 con la divisione del comune di Centovalli e dal cui territorio nel 1864 era stata scorporata la località di Rasa, divenuta a sua volta comune autonomo, si estendeva per 16,74 km². Nel 2009 è stato accorpato agli altri comuni soppressi di Borgnone e Intragna per formare nuovamente il comune di Centovalli. La fusione è stata decisa dal Consiglio di Stato l'8 aprile 2009 e approvata all'unanimità dal Gran Consiglio ticinese il 2 giugno successivo.

## Monumenti e luoghi d'interesse

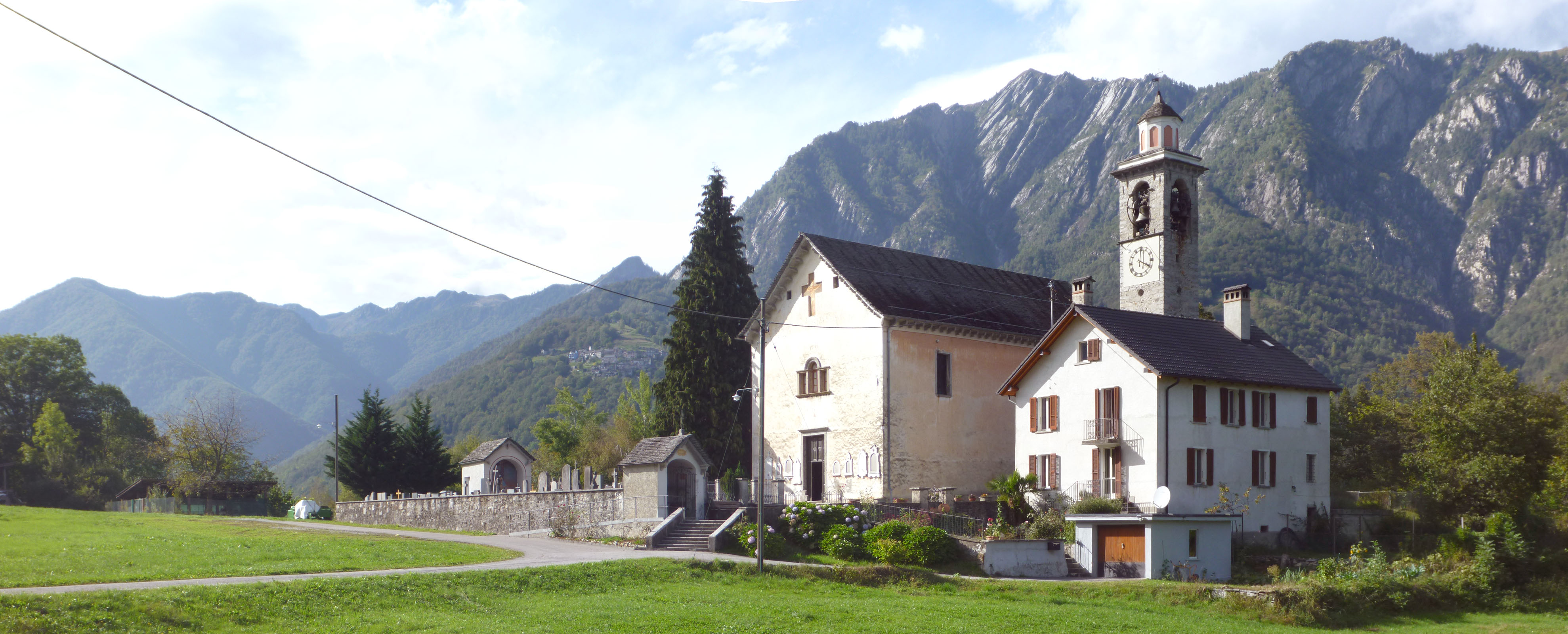
La chiesa di San Michele

- Chiesa di San Michele, citata per la prima volta in documenti storici risalenti al 1231,[5] è menzionata in una pergamena del 1236[6]; i ripetuti rimaneggiamenti ne hanno mutato l'originaria struttura, da ultimo quello del 1732[7] in cui venne costruito il coro poligonale e ampliato l'intero edificio[senza fonte], cambiandone anche l'orientamento[8];
- Casa Mazzi (XVIII secolo);[5]
- Lago di Palagnedra.

## Società

### Evoluzione demografica
L'evoluzione demografica è riportata nella seguente tabella:
Abitanti censiti

## Amministrazione
Ogni famiglia originaria del luogo fa parte del cosiddetto comune patriziale e ha la responsabilità della manutenzione di ogni bene ricadente all'interno dei confini della frazione. Il comune patriziale comprende le frazioni di Palagnedra e Rasa.